# Potok Bosiljevski
 Potok Bosiljevski  falu Horvátországban, Károlyváros megyében. Közigazgatásilag  Bosiljevóhoz tartozik.

## Fekvése
Károlyvárostól 20 km-re délnyugatra, községközpontjától 2 km-re északkeletre, az A1-es autópálya mellett fekszik.

## Története
A településnek 1857-ben 146, 1900-ban 70 lakosa volt. Trianon előtt Modrus-Fiume vármegye Vrbovskói járásához tartozott. 2011-ben 5-en lakták.

## Lakosság
| Lakosság változása | Lakosság változása | Lakosság változása | Lakosság változása | Lakosság változása | Lakosság változása | Lakosság változása | Lakosság változása | Lakosság változása | Lakosság változása | Lakosság változása | Lakosság változása | Lakosság változása | Lakosság változása | Lakosság változása | Lakosság változása |
| ------------------ | ------------------ | ------------------ | ------------------ | ------------------ | ------------------ | ------------------ | ------------------ | ------------------ | ------------------ | ------------------ | ------------------ | ------------------ | ------------------ | ------------------ | ------------------ |
| 1857               | 1869               | 1880               | 1890               | 1900               | 1910               | 1921               | 1931               | 1948               | 1953               | 1961               | 1971               | 1981               | 1991               | 2001               | 2011               |
| 146                | 139                | 127                | 121                | 95                 | 70                 | 78                 | 68                 | 51                 | 44                 | 33                 | 25                 | 16                 | 27                 | 6                  | 5                  |